# Djavan
Djavan (volledige naam: Djavan Caetano Viana, Maceió, 27 januari 1949), is een Braziliaanse zanger, componist en musicus.
Djavan combineert traditionele Zuid-Amerikaanse ritmes met populaire muziek uit Amerika, Europa en Afrika. Tot zijn best bekende composities behoren: "Meu Bem Querer", "Oceano", "Se...", "Faltando um Pedaço", "Esquinas", "Seduzir", "Pétala", "Lilás", "A Ilha", "Fato Consumado", "Álibi", "Azul", "Cigano" en "Serrado".

## Biografie
Djavan werd geboren in Maceió als de zoon van een Afro-Braziliaanse moeder en een Nederlands-Braziliaanse vader. Als tiener leerde hij zelf akoestische gitaar te spelen. Op zijn achttiende stichtte hij de band Luz, Som, Dimensão (LSD), die op de nachtclubs, stranden en kerken van Maceió speelde. In 1973 verhuisde hij naar Rio de Janeiro en begon in nachtclubs te zingen. Na deelname aan verschillende muziekfestivals, verscheen in 1976 zijn eerste album A Voz, o Violão e a Arte de Djavan met daarop de hit "Flor de Lis". Andere hits van hem waren "Açaí", "Sina" en "Samurai".
Hij won in 1982 en 1983 de prijs voor beste componist van de Associatie van Kunst Critici uit São Paulo (Associação Paulista dos Críticos de Arte).
Djavans composities zijn opgenomen door Al Jarreau, Randy Brecker, Carmen McRae, The Manhattan Transfer, Loredana Bertè, Eliane Elias; en, in Brazilië door o.a. Gal Costa, João Bosco, Chico Buarque, Daniela Mercury, Ney Matogrosso, Caetano Veloso en Maria Bethânia. Zijn single uit 1988, "Stephen's Kingdom", bevatte een gastoptreden van Stevie Wonder.
Zijn dubbele album Djavan Ao Vivo die live is opgenomen, verkocht 1,2 miljoen exemplaren en het lied "Acelerou" werd in 2000 bij de Latin Grammy Awards tot de beste braziliaanse nummer gekozen. In 2007 verscheen zijn nieuwe album Matizes en ging hij ter promotie hiervan op tournee door Brazilië.

## Discografie
| Titel                                       | Opmerking                     | Platenmaatschappij | Jaar |
| ------------------------------------------- | ----------------------------- | ------------------ | ---- |
| A voz, o violão, a música de Djavan         |                               | Som Livre          | 1976 |
| Djavan                                      |                               | EMI-Odeon          | 1978 |
| Alumbramento                                |                               | EMI-deon           | 1980 |
| Seduzir                                     |                               | EMI-Odeon          | 1981 |
| Luz                                         |                               | EMI-Odeon          | 1982 |
| Para viver um grande amor (film soundtrack) |                               | CBS                | 1983 |
| Lilás                                       |                               | CBS                | 1984 |
| Meu lado                                    |                               | CBS                | 1986 |
| Não é azul mas é mar                        |                               | CBS                | 1987 |
| Bird of Paradise                            |                               | Columbia           | 1987 |
| Brazilian Knights and a Lady                | met Ivan Lins en Patti Austin | CBS                | 1988 |
| Djavan                                      |                               | CBS                | 1989 |
| Coisa de acender                            |                               | Sony Music         | 1992 |
| Novena                                      |                               | Sony Music         | 1994 |
| Malásia                                     |                               | Sony Music         | 1996 |
| Bicho solto o XIII                          |                               | Sony Music         | 1998 |
| Djavan Ao Vivo (2CD live)                   |                               | Epic/Sony Music    | 1999 |
| Milagreiro                                  |                               | Epic/Sony Music    | 2001 |
| Vaidade                                     |                               | Luanda Records     | 2004 |
| Djavan na Pista, etc.                       |                               | Luanda Records     | 2005 |
| Matizes                                     |                               | Luanda Records     | 2007 |